# Reiner Waters

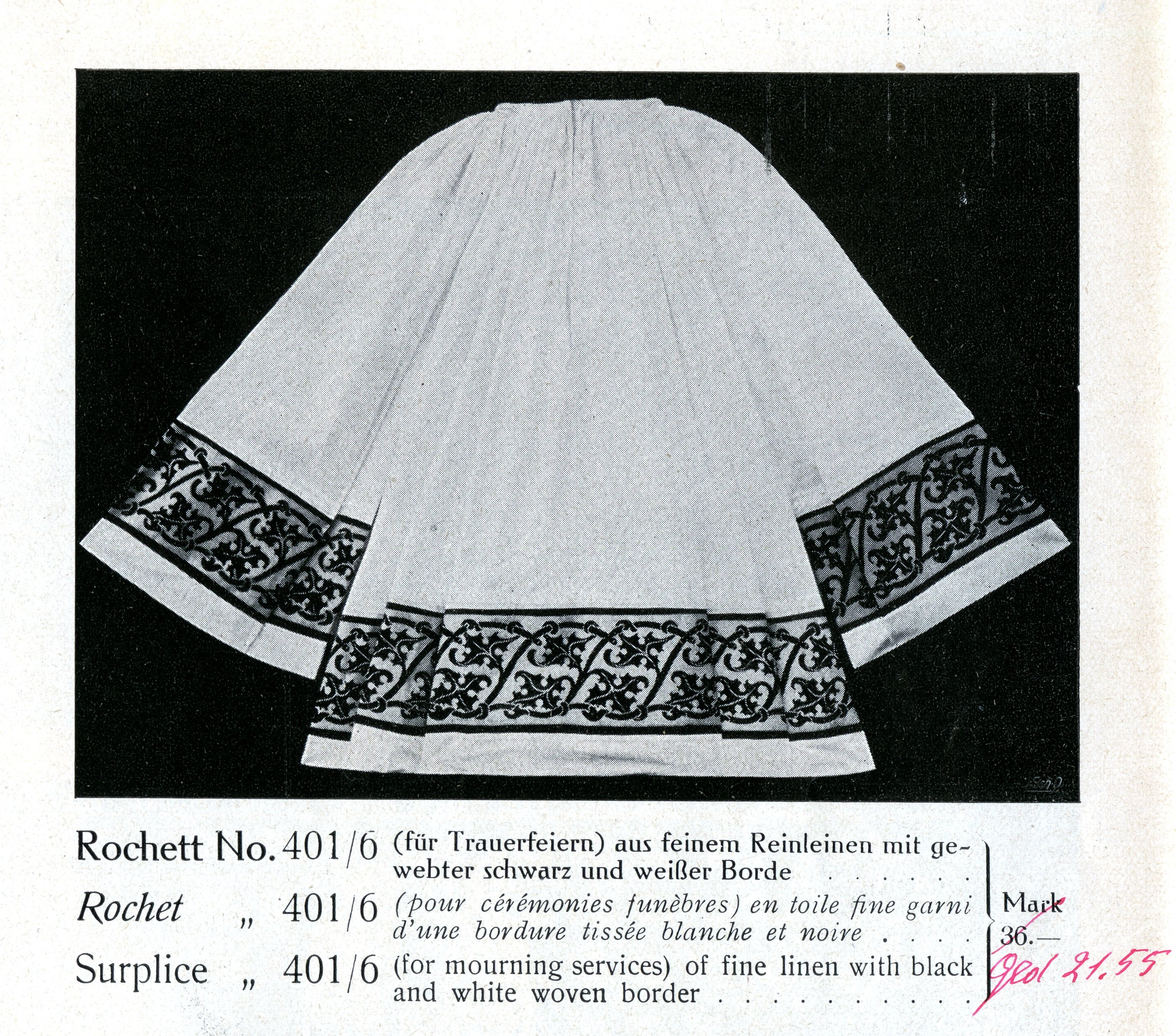
Rochett c. 1920

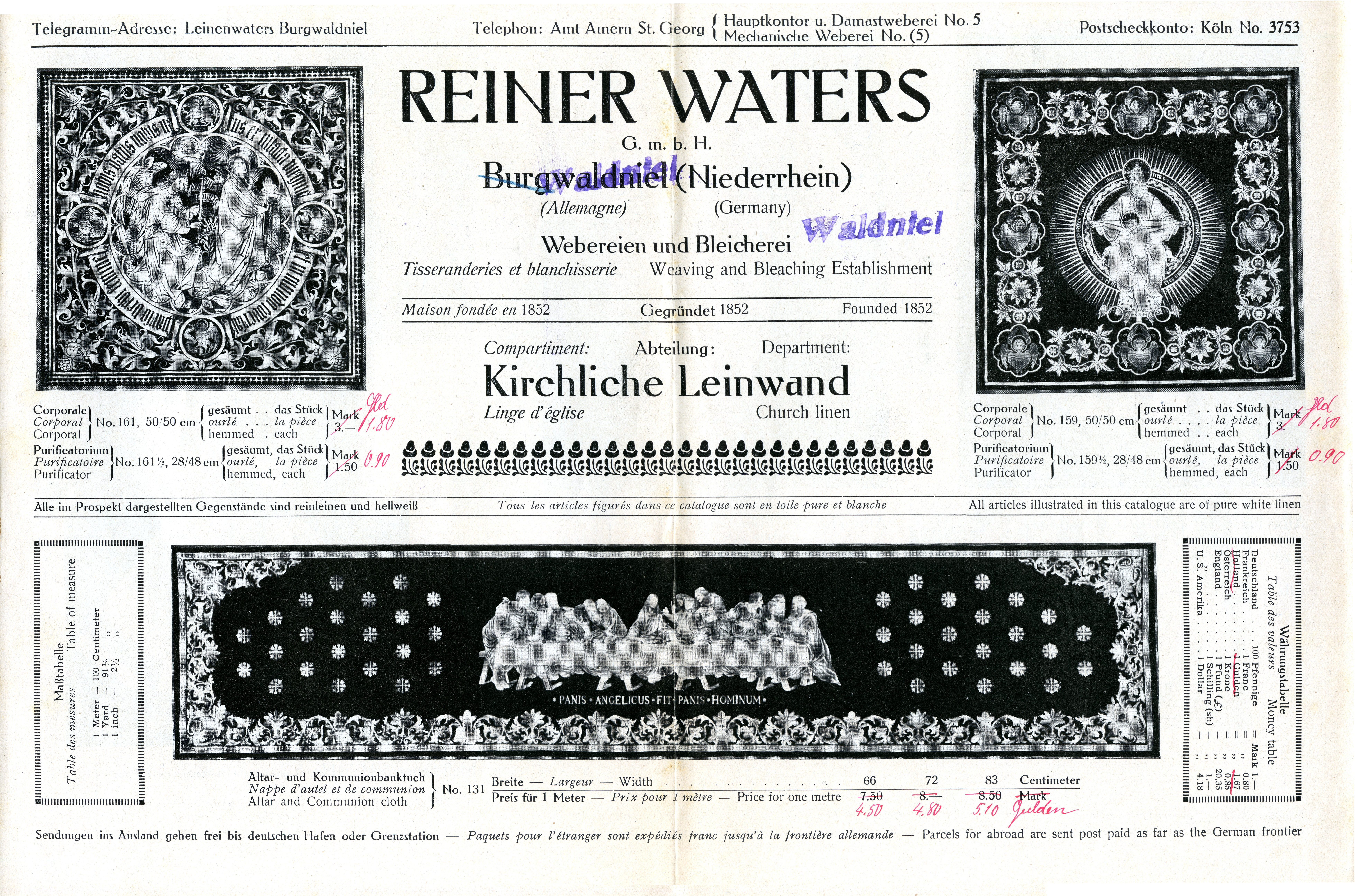
Verkaufsbroschüre c. 1920

Die Weberei und Bleicherei Reiner Waters GmbH in Waldniel (Niederrhein) wurde 1852 gegründet. Sie wurde im Jahr 1967 geschlossen.
Das Unternehmen bestand aus einer Damastweberei und einer mechanischen Weberei und war spezialisiert auf kirchliche Leinwände. 
In 1926 wurde der Firma Reiner Waters durch den Haushofmeister von Papst Pius XI. auf Grund der hochwertigen Qualität der kirchlichen Leinwände der Titel ‘Päpstlicher Hoflieferant’ verliehen.